# Orophilopsis subaptera
Orophilopsis subaptera är en insektsart som beskrevs av Lucien Chopard 1945. Orophilopsis subaptera ingår i släktet Orophilopsis och familjen vårtbitare. Inga underarter finns listade i Catalogue of Life.